# Micromeria unguentaria
Micromeria unguentaria là một loài thực vật có hoa trong họ Hoa môi. Loài này được Schweinf. mô tả khoa học đầu tiên năm 1867.